# Poljane pri Štjaku
Poljane pri Štjaku – wieś w Słowenii, w gminie Sežana. W 2018 roku liczyła 3 mieszkańców.